# Aedes flavescens
Aedes flavescens é um espécie de mosquito do Género Aedes, pertencente à família Culicidae.